# Xã Forkston, Quận Wyoming, Pennsylvania
Xã Forkston (tiếng Anh: Forkston Township) là một xã thuộc quận Wyoming, tiểu bang Pennsylvania, Hoa Kỳ. Năm 2010, dân số của xã này là 397 người.